# Santo Antônio do Palma
Santo Antônio do Palma är en kommun i Brasilien.   Den ligger i delstaten Rio Grande do Sul, i den södra delen av landet, 1 500 km söder om huvudstaden Brasília. Antalet invånare är 2 139.
Omgivningarna runt Santo Antônio do Palma är en mosaik av jordbruksmark och naturlig växtlighet. Runt Santo Antônio do Palma är det ganska glesbefolkat, med 42 invånare per kvadratkilometer.